# Herrgottsbergbach
Der Herrgottsbergbach ist ein Bach in Darmstadt.

## Verlauf
Der Herrgottsbergbach entspringt am Südwestrand des Herrgottsberges.
Unmittelbar hinter der Quelle durchquert der Bach den Goetheteich.
Danach fließt er in nördliche Richtung durch das Waldgebiet am Polizeipräsidium Südhessen und unterquert die Klappacher Straße.
Von der Klappacher Straße bis zu seiner Mündung in den Bessunger Forellenteich fließt der Herrgottsbergbach unterirdisch.

## Etymologie und Geschichte
Benannt wurde der Bach nach dem Herrgottsberg.
Der Herrgottsbergbach floss bis zum Jahr 2000 an der Klappacher Straße in die Darmstädter Kanalisation.

## Varia
Die Quelle des Herrgottsbergbaches befindet sich hinter einer Wand aus Natursteinen.